# Mălureni
Mălureni – wieś w Rumunii, w okręgu Ardżesz, w gminie Mălureni. W 2011 roku liczyła 1321 mieszkańców.